# Podhruška
Podhruška este o localitate din comuna Kamnik, Slovenia, cu o populație de 68 de locuitori.